# Petrušov
Petrušov (německy Petersdorf) je malá vesnice, část obce Staré Město v okrese Svitavy. Nachází se asi 3,5 km na severovýchod od Starého Města. V roce 2009 zde bylo evidováno 50 adres. V roce 2001 zde trvale žilo 22 obyvatel.
Petrušov je také název katastrálního území o rozloze 4,47 km2.
Ve vesnici se nachází bývalá kaple svatého Petra a Pavla přestavěná na byt.

## Galerie

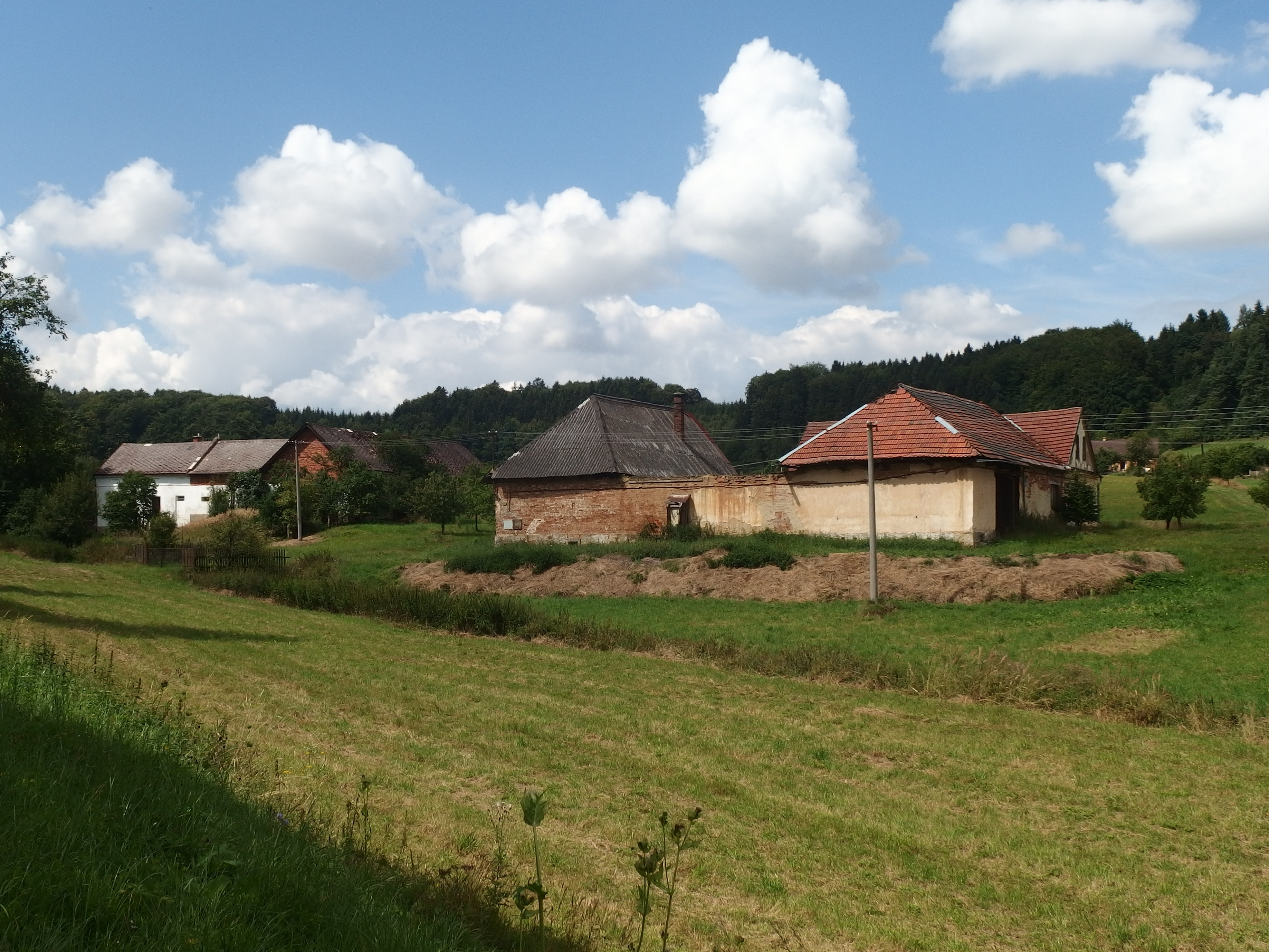
Typické usedlosti
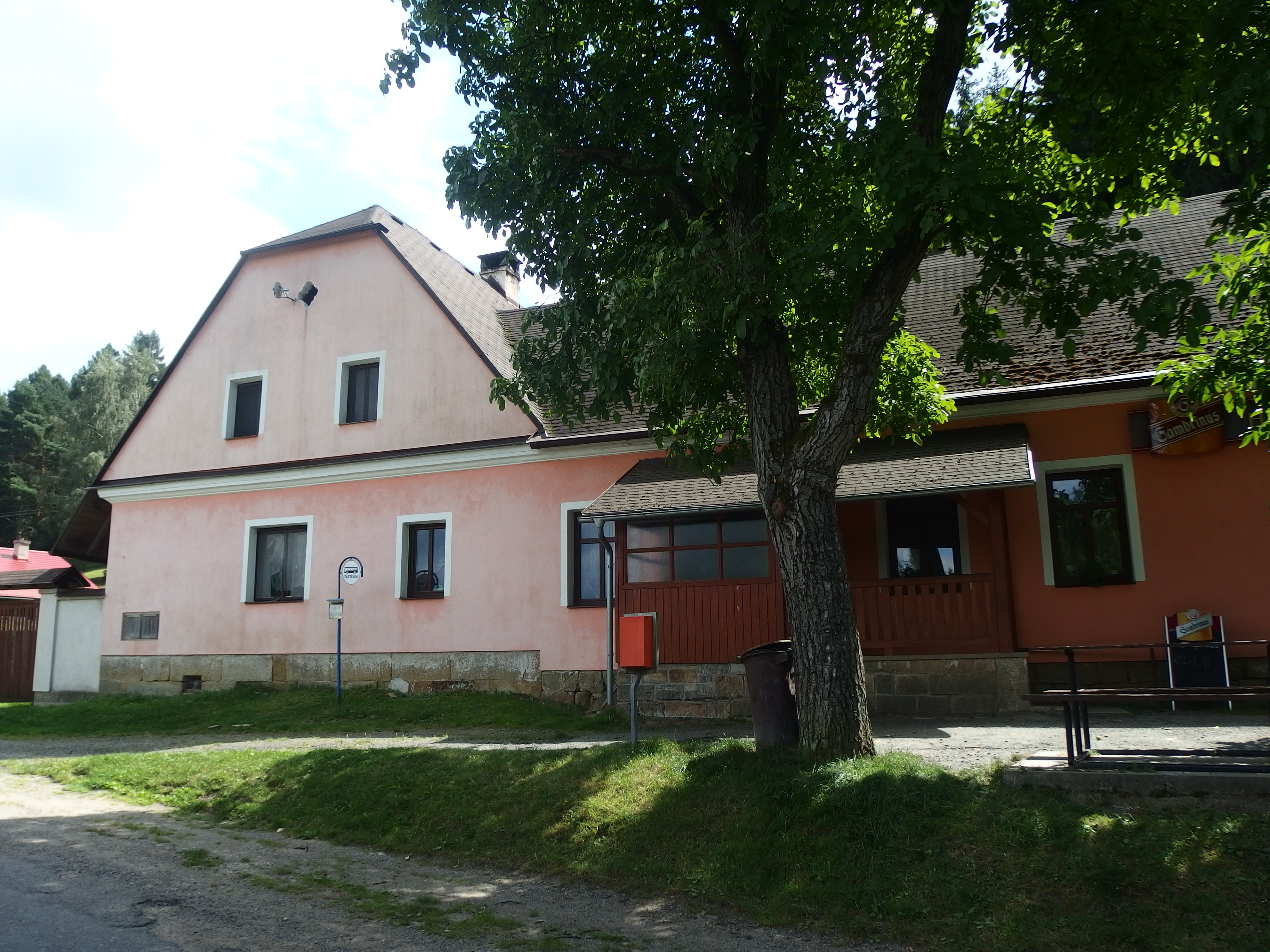
Autobusová zastávka u hospody U Němců
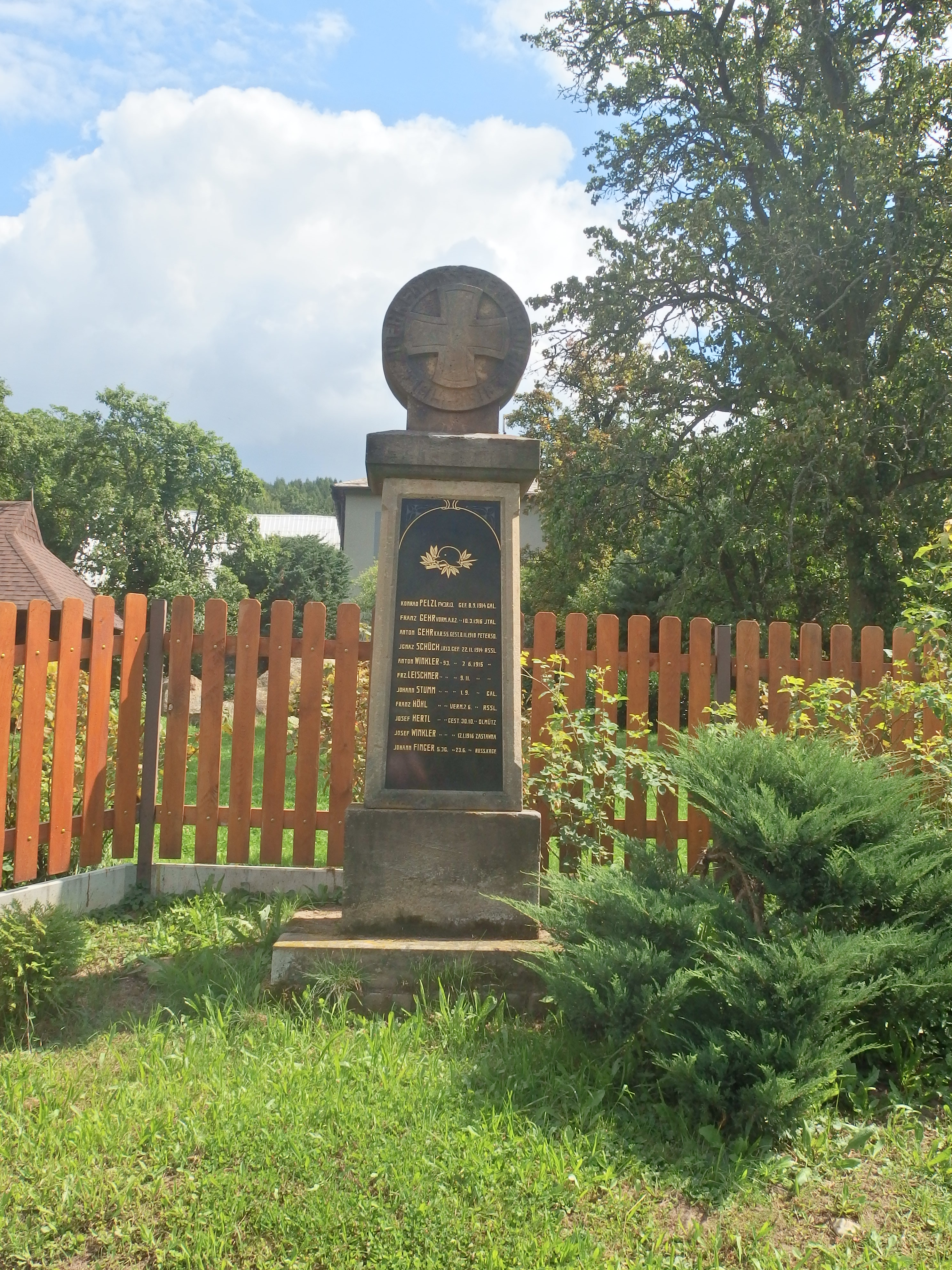
Pomník padlým z I. sv. války s 11 německými jmény
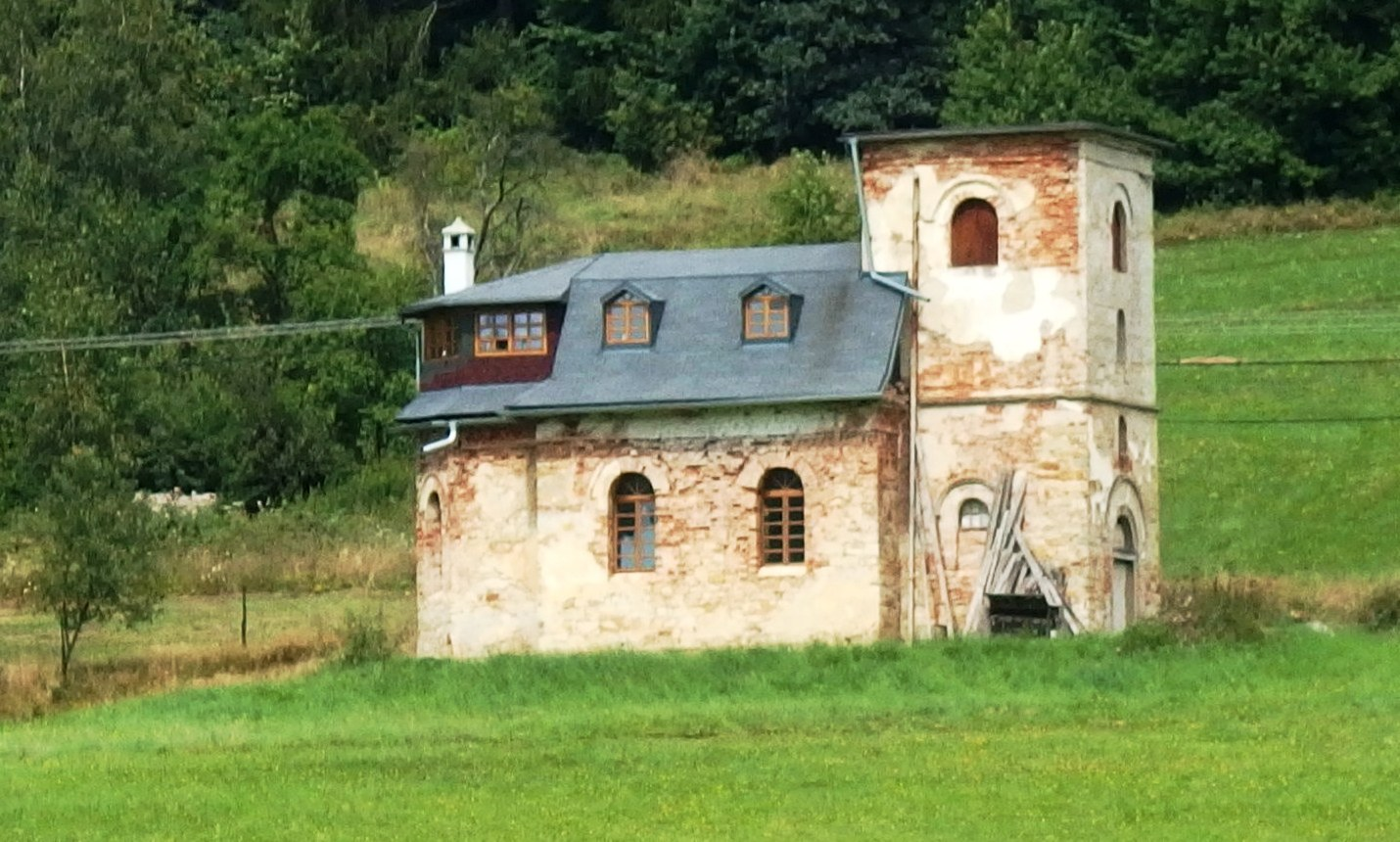
Bývalá kaple svatého Petra a Pavla přestavěná na rodinný dům